# Кубок СССР по современному пятиборью 1980
Кубок СССР по современному пятиборью среди мужчин проводился в столице Советской Украины городе  Киев с 1 по 5 апреля 1980 года. Особенность соревнований заключалась в том, что это был первый турнир из серии отборочных стартов для попадания в сборную СССР для участия в XXII Олимпийских играх 1980 года.
На старт вышло 56 спортсменов. Награды разыгрывались в личном и командном первенстве (зачет по 4 спортсменам).
Победу в турнире одержал Анатолий Старостин  Таджикская ССР. Этот 20-летний спортсмен удачно сочетает в себе высокий уровень подготовки в сложных технических видах с умением собраться в нужный момент, что говорит о завидных волевых качествах. Второе место занял 22-летний Василий Нефедов  Москва, известный пятиборец — чемпион СССР в личном первенстве (1978), чемпион мира среди юниоров (1977—1979). Бронзову медаль завоевал А. Гуламбарян из команды Армении.
Командную победу и Кубок СССР завоевала команда  Москва, второе место команда  РСФСР и третьими стали пятиборцы  Украинская ССР.

## Кубок СССР. Мужчины. Личное первенство
| Дисциплина        | Золото                         | Серебро             | Бронза                        |
| Личное первенство | Ан. Старостин · Таджикская ССР | В. Нефедов · Москва | А. Гуламбарян · Армянская ССР |

- Итоговые результаты. Победитель и призёры.

| Место | Спортсмен     | Республика, город, спортивное общество | Сумма очков |
| ----- | ------------- | -------------------------------------- | ----------- |
| 1.    | Ан. Старостин | Таджикская ССР, Динамо                 | 5694        |
| 2.    | В. Нефедов    | Москва, Динамо                         | 5642        |
| 3.    | А. Гуламбарян | Армянская ССР, Динамо                  | 5543        |

- Конкур.

2 апреля 1980 г. Манеж «Авангард».
Маршрут состоял из 15 препятствий (18 прыжков).
Лошади были представлены спортивными обществами «Динамо», «Авангард» и Спортивным клубом армии. Более половины лошадей представленных здесь намечалось использовать на ОЛимпийских играх в Москве. Из 56 пятиборцев стартовавших в конкуре 20 показали максимальный результат — 1100 очков. Выиграл Борис Мосолов на Бицепсе, остальные пятиборцы проиграли лидеру по времени.
- Конкур. Результаты. Личное первенство.

 Верховая езда.
| Место | Спортсмен     | Республика, город | Очки |
| ----- | ------------- | ----------------- | ---- |
| 1.    | Б. Мосолов    | Москва            | 1100 |
| 2.    | А. Хапланов   | Москва            | 1100 |
| 3.    | Г. Соколов    | Литовская ССР     | 1100 |
| 4.    | А. Гуламбарян | Армянская ССР     | 1100 |
| 5.    | Р. Манацакян  | Армянская ССР     | 1100 |
| 6.    | Ю. Пикуло     | Киргизская ССР    | 1100 |

- Фехтование.

3 апреля 1980 г. Манеж СКА Киевского военного округа.
Фехтовальный марафон длился более 12 часов. Каждому спортсмену пришлось провести 55 боев на один укол (время боя 3 мин.). Лучшим оказался Олег Булгаков, который выиграл 40 поединков (1020 очков).
Результаты. Личное первенство.
 Фехтование.
| Место | Спортсмен                      | Победы | Поражения | Очки |
| ----- | ------------------------------ | ------ | --------- | ---- |
| 1.    | О. Булгаков · РСФСР            | 40     | 15        | 1020 |
| 2.    | В. Нефедов · Москва            | 39     | 16        | 1000 |
| 3.    | Е. Бессонов · Казахская ССР    | 39     | 16        | 1020 |
| 4.    | Ан. Старостин · Таджикская ССР | 38     | 17        | 980  |
| 5.    | Т. Досымбетов · Казахская ССР  | 38     | 17        | 1020 |
| 6.    | А. Гуламбарян · Армянская ССР  | 37     | 18        | 960  |

- Положение после двух видов.

| Место | Спортсмен     | Республика, город | Очки |
| ----- | ------------- | ----------------- | ---- |
| 1.    | О. Булгаков   | РСФСР             | 2120 |
| 2.    | В. Нефедов    | Москва            | 2100 |
| 3.    | Т. Досымбетов | Казахская ССР     | 2080 |
| 4.    | Ан. Старостин | Таджикская ССР    | 2080 |
| 5.    | А. Гуламбарян | Армянская ССР     | 2060 |
| 6.    | Е. Бессонов   | Казахская ССР     | 2040 |

- Стрельба.

4 апреля 1980 г. Открытый тир СКА Киевского военного округа.
Возможно результаты были бы выше, будь тир более приспособлен для проведения соревнований такого ранга. К сожалению, столица Украины, славящаяся многими прекрасными спортивными базами, до сих пор не имеет современного закрытого тира. Когда вышла из строя установка, спортсменам пришлось переходить в соседнее запасное помещение.
Стрельбу выиграл Анатолий Старостин (Таджикская ССР) с результатом 199 из 200 возможных. Лидер после двух видов Олег Булгаков выступил ниже своих возможностей и выбил лишь 191 очко, хотя совсем недавно на международных соревнованиях в Таллине показал абсолютный результат 200 из 200.
Команда РСФСР стала первой в этом упражнении 4 198 очков, далее Москва (4176), Казахская ССР (4154), Киргизия и Армения по (3976) и шестое место — Украина (3956).
- Стрельба. Личные результаты.

 Стрельба.
| Место | Спортсмен     | Республика, город | Результат/Очки |
| ----- | ------------- | ----------------- | -------------- |
| 1.    | Ан. Старостин | Таджикская ССР    | 199/1110       |
| 2.    | П. Горлов     | Москва            | 199/1110       |
| 3.    | В. Шмелев     | РСФСР             | 198/1088       |
| 4.    | П. Макаров    | Литовская ССР     | 198/1088       |
| 5.    | В. Нефедов    | Москва            | 197/1066       |
| 6.    | А. Хапланов   | Москва            | 197/1066       |

- Плавание.

5 апреля 1980 г. Бассейн (50 метровый) СКА Киевского военного округа. Дистанция 300 м.
Лучшим стал Сергей Картошкин (Спартак, Львов) результат — 3.22,2. Личных рекордов по плаванию не установил, но все участники продемонстрировали скорости, редкие для начала сезона. Достаточно сказать, что из четырёх минут не выплыли только три пятиборца из Прибалтики.
Лидер соревнований Анатолий Старостин показал 3.31,8 (1180 очков), Василий Нефедов 3.33,9 (1164 очка). Эти спортсмены сохранили лидирующее положение после 4 видов. Любопытная ситуация сложилась в борьбе за третье место. На него претендовали по крайней мере пять спортсменов. В этой группе такие пятиборцы, как Тимур Досымбетов, Евгений Бессонов, Владимир Шмелев, Олег Булгаков и Гуламбарян (Армения).
- Плавание. Личные результаты.

 Плавание.
| Место | Спортсмен     | Республика, город | Результат/Очки |
| ----- | ------------- | ----------------- | -------------- |
| 1.    | С. Картошкин  | Украинская ССР    | 3.22,2/1256    |
| 2.    | В. Галавтин   | Москва            | 3.24,5/1236    |
| 3.    | В. Рокин      | Молдавская ССР    | 3.25,9/1228    |
| 4.    | С. Замотайлов | Украинская ССР    | 3.26,2/1224    |
| 5.    | В. Мосолов    | Москва            | 3.27,9/1212    |
| 6.    | И. Брызгалов  | Грузинская ССР    | 3.29,4/1200    |

- Бег.

5 апреля 1980 г. Легкоатлетический манеж. Дистанция 4000 м.
Сначала соревнования по кроссу должны были проходить по традиции в Голосеевском лесу, где обычно бегут пятиборцы. Но в эти дни в Киеве прошли обильные дожди и трасса оказалась совершенно непригодной к соревнованиям. Пришлось перенести старт в недавно построенный легкоатлетический манеж на Березняках.
Спортсмены стартовали забегами по 8 человек. Лидер соревнований Старостин бежал в первом забеге вместе со своим старшим братом Александром. Они сразу семейным дуэтом ушли в отрыв. Только на 3 км дистанции их настигла тройка бегунов во главе с А. Запорожановым (РСФСР), который и выиграл забег 12.23.0, Старостин пробежал за 12.27.0. Василий Нефедов выступал во втором забеге, что бы выиграть Кубок СССР ему надо было опередить Старостина на 14 сек. По ходу бега на отметке 3 км он опережал график Старостина на 4 сек. Но в итоге показав время 12.31,0 занял второе место в общем зачете.
Победу в беге как и в плавании одержал Сергей Картошкин (Украина). Его поединок с Ю. Пикуло из Киргизии завершился отличным результатом — 12.08,0. Но вторая победа явилась слабым утешением для Сергея, за счет только физических данных в пятиборье далеко не уедешь. Нужна солидная подготовка в технических видах, которой молодому пятиборцу пока не хватает.
Третье место и бронзовую медаль завоевал А. Гуламбарян (Армянская ССР), который показал шестой результат в беге.
- Бег. Личные результаты.

 Кросс.
| Место | Спортсмен     | Республика, город | Результат/Очки |
| ----- | ------------- | ----------------- | -------------- |
| 1.    | С. Картошкин  | Украинская ССР    | 12.08,0/1381   |
| 2.    | Ю. Пикуло     | Киргизская ССР    | 12.10,0/1375   |
| 3.    | А. Дорошенко  | Латвийская ССР    | 12.12,0/1369   |
| 4.    | С. Рябикин    | Москва            | 12.14,0/1363   |
| 5.    | Е. Липеев     | РСФСР             | 12.20,0/1345   |
| 6.    | А. Гуламбарян | Армянская ССР     | 12.22,0/1339   |

## Итоговые результаты. Личное первенство
| Место | Спортсмен     | Республика, город | Очки |
| ----- | ------------- | ----------------- | ---- |
| 1.    | Ан. Старостин | Таджикская ССР    | 5694 |
| 2.    | В. Нефедов    | Москва            | 5642 |
| 3.    | А. Гуламбарян | Армянская ССР     | 5543 |
| 4.    | В. Шмелев     | РСФСР             | 5525 |
| 5.    | Б. Мосолов    | Москва            | 5491 |
| 6.    | Е. Липеев     | РСФСР             | 5477 |

## Кубок СССР. Мужчины. Командное первенство
| Дисциплина           | Золото                                                               | Серебро                                                              | Бронза                                                 |
| Командное первенство | Москва · В. Нефедов · А. Хапланов · Б. Мосолов · С. Рябикин · 22 037 | РСФСР · О. Булгаков · В. Шмелев · Е. Липеев · А. Запорожанов · 21889 | Украинская ССР · С. Картошкин · С. Замотайлов · 21 071 |

| Место | Республика, город | Спортсмены                                     | Очки   |
| ----- | ----------------- | ---------------------------------------------- | ------ |
| 1.    | Москва            | В. Нефедов А. Хапланов Б. Мосолов С. Рябикин   | 22 037 |
| 2.    | РСФСР             | О. Булгаков В. Шмелев Е. Липеев А. Запорожанов | 21 889 |
| 3.    | Украинская ССР    | С. Картошкин С. Замотайлов                     | 21 071 |
| 4.    | Казахстан         | Т. Досымбетов Е. Бессонов                      | 21 043 |
| 5.    | Киргизская ССР    | Ю. Пикуло                                      | 20 921 |
| 6.    | Белорусская ССР   |                                                | 20 406 |